# Meihu Shuiku
Meihu Shuiku är en reservoar i Kina. Den ligger i provinsen Zhejiang, i den östra delen av landet, omkring 100 kilometer öster om provinshuvudstaden Hangzhou. I omgivningarna runt Meihu Shuiku växer i huvudsak blandskog.
Genomsnittlig årsnederbörd är 1 778 millimeter. Den regnigaste månaden är juni, med i genomsnitt 285 mm nederbörd, och den torraste är januari, med 60 mm nederbörd.